# Championnat d'Amérique du Sud et centrale masculin de handball 2024
Navigation
Brésil 2022
Le Championnat d'Amérique du Sud et centrale masculin de handball 2024 est la 3e édition de cette compétition. Elle s'est déroulée  du 16 au 20 janvier 2024 à Buenos Aires au Brésil.
Le Brésil remporte pour la première fois la compétition devant le tenant du titre, l'Argentine, et le Chili. Ces trois équipes sont qualifiées pour le Championnat du monde 2025.

## Équipes qualifiées
Les équipes qualifiées sont:
| Competition                               | Places | Équipes                       |
| ----------------------------------------- | ------ | ----------------------------- |
| Pays hôte                                 | 1      | Argentine                     |
| Nations invitées                          | 4      | Brésil Chili Paraguay Uruguay |
| Championnat d’Amérique centrale 2023 (en) | 1      | Costa Rica                    |

Les six équipes s'affrontent dans un tournoi.

## Classement final
| \| \| Équipe \| Pts \| J \| G \| N \| P \| Bp \| Bc \| Diff \| \| ----------------------------------- \| ---------- \| --- \| - \| - \| - \| - \| --- \| --- \| ---- \| \| Médaille d'or, Amérique du Sud \| Brésil \| 10 \| 5 \| 5 \| 0 \| 0 \| 207 \| 103 \| 104 \| \| Médaille d'argent, Amérique du Sud \| ArgentineT \| 7 \| 5 \| 3 \| 1 \| 1 \| 173 \| 101 \| 72 \| \| Médaille de bronze, Amérique du Sud \| Chili \| 7 \| 5 \| 3 \| 1 \| 1 \| 151 \| 107 \| 44 \| \| 4 \| Paraguay \| 4 \| 5 \| 2 \| 0 \| 3 \| 114 \| 188 \| -74 \| \| 5 \| Uruguay \| 2 \| 5 \| 1 \| 0 \| 4 \| 113 \| 151 \| -38 \| \| 6 \| Costa Rica \| 0 \| 5 \| 0 \| 0 \| 5 \| 87 \| 195 \| -108 \| | - Qualifié pour le championnat du monde 2025 - T : Tenant du titre. |     |   |   |   |   |     |     |      |
| | Équipe                                                              | Pts | J | G | N | P | Bp  | Bc  | Diff |
| Médaille d'or, Amérique du Sud | Brésil                                                              | 10  | 5 | 5 | 0 | 0 | 207 | 103 | 104  |
| Médaille d'argent, Amérique du Sud | ArgentineT                                                          | 7   | 5 | 3 | 1 | 1 | 173 | 101 | 72   |
| Médaille de bronze, Amérique du Sud | Chili                                                               | 7   | 5 | 3 | 1 | 1 | 151 | 107 | 44   |
| 4 | Paraguay                                                            | 4   | 5 | 2 | 0 | 3 | 114 | 188 | -74  |
| 5 | Uruguay                                                             | 2   | 5 | 1 | 0 | 4 | 113 | 151 | -38  |
| 6 | Costa Rica                                                          | 0   | 5 | 0 | 0 | 5 | 87  | 195 | -108 |

Remarque : l'Argentine et le Chili ayant fait match nul, ils sont départagés à la différence de but générale.

## Résultats
| 16 janvier 2024 15h30 | Chili                | 36–16   | Paraguay       | La Casa del Handball Argentino, Buenos Aires Arbitrage : Godoy, Magalhães |
| 16 janvier 2024 15h30 | Luciano Scaramelli 7 | (19–9)  | Jorge Duarte 7 | La Casa del Handball Argentino, Buenos Aires Arbitrage : Godoy, Magalhães |
| 16 janvier 2024 15h30 | ×1 ×3                | Rapport | ×4             | La Casa del Handball Argentino, Buenos Aires Arbitrage : Godoy, Magalhães |

| 16 janvier 2024 18h00 | Brésil              | 41–16   | Uruguay             | La Casa del Handball Argentino, Buenos Aires Arbitrage : Converse, Correa |
| 16 janvier 2024 18h00 | Rudolph Hackbarth 8 | (22–5)  | Francisco Ancheta 3 | La Casa del Handball Argentino, Buenos Aires Arbitrage : Converse, Correa |
| 16 janvier 2024 18h00 | ×4 ×3               | Rapport | ×2                  | La Casa del Handball Argentino, Buenos Aires Arbitrage : Converse, Correa |

| 16 janvier 2024 20h30 | Argentine                   | 41–13   | Costa Rica       | La Casa del Handball Argentino, Buenos Aires Arbitrage : Lemes, Sosa |
| 16 janvier 2024 20h30 | Federico Gastón Fernández 7 | (21-8)  | Josue Villalta 3 | La Casa del Handball Argentino, Buenos Aires Arbitrage : Lemes, Sosa |
| 16 janvier 2024 20h30 | ×1 ×7                       | Rapport | ×1 ×6            | La Casa del Handball Argentino, Buenos Aires Arbitrage : Lemes, Sosa |

| 17 janvier 2024 15h30 | Paraguay               | 22–57   | Brésil               | La Casa del Handball Argentino, Buenos Aires Arbitrage : Lenci, López |
| 17 janvier 2024 15h30 | A. Duarte, J. Duarte 4 | (11-26) | Rudolph Hackbarth 12 | La Casa del Handball Argentino, Buenos Aires Arbitrage : Lenci, López |
| 17 janvier 2024 15h30 | ×1                     | Rapport | ×1                   | La Casa del Handball Argentino, Buenos Aires Arbitrage : Lenci, López |

| 17 janvier 2024 18h00 | Costa Rica      | 22–57   | Chili                        | La Casa del Handball Argentino, Buenos Aires Arbitrage : Lemes, Sosa |
| 17 janvier 2024 18h00 | David Jiménez 3 | (11–26) | Er. Feuchtmann, Scaramelli 5 | La Casa del Handball Argentino, Buenos Aires Arbitrage : Lemes, Sosa |
| 17 janvier 2024 18h00 | ×6 ×1           | Rapport | ×2                           | La Casa del Handball Argentino, Buenos Aires Arbitrage : Lemes, Sosa |

| 17 janvier 2024 20h30 | Uruguay        | 17–32   | Argentine          | La Casa del Handball Argentino, Buenos Aires Arbitrage : Godoy, Magalhães |
| 17 janvier 2024 20h30 | Bruno Méndez 5 | (8–14)  | Federico Pizarro 6 | La Casa del Handball Argentino, Buenos Aires Arbitrage : Godoy, Magalhães |
| 17 janvier 2024 20h30 | ×4             | Rapport | ×2 ×4              | La Casa del Handball Argentino, Buenos Aires Arbitrage : Godoy, Magalhães |

| 18 janvier 2024 15h30 | Uruguay          | 24–26   | Paraguay       | La Casa del Handball Argentino, Buenos Aires Arbitrage : Conberse, Correa |
| 18 janvier 2024 15h30 | Federico Rubbo 8 | (13–13) | Jorge Duarte 7 | La Casa del Handball Argentino, Buenos Aires Arbitrage : Conberse, Correa |
| 18 janvier 2024 15h30 | ×1 ×2            | Rapport | ×5             | La Casa del Handball Argentino, Buenos Aires Arbitrage : Conberse, Correa |

| 18 janvier 2024 18h00 | Brésil                | 47–11   | Costa Rica     | La Casa del Handball Argentino, Buenos Aires Arbitrage : Lenci, López |
| 18 janvier 2024 18h00 | Guilherme Torriani 11 | (25–4)  | Erick Suárez 3 | La Casa del Handball Argentino, Buenos Aires Arbitrage : Lenci, López |
| 18 janvier 2024 18h00 | ×3                    | Rapport | ×1             | La Casa del Handball Argentino, Buenos Aires Arbitrage : Lenci, López |

| 18 janvier 2024 20h30 | Argentine       | 27–27   | Chili              | La Casa del Handball Argentino, Buenos Aires Arbitrage : Godoy, Magalhães |
| 18 janvier 2024 20h30 | Diego Simonet 5 | (15–14) | Erwin Feuchtmann 6 | La Casa del Handball Argentino, Buenos Aires Arbitrage : Godoy, Magalhães |
| 18 janvier 2024 20h30 | ×3 ×2           | Rapport | ×3                 | La Casa del Handball Argentino, Buenos Aires Arbitrage : Godoy, Magalhães |

| 19 janvier 2024 15h30 | Costa Rica  | 23–38   | Uruguay          | La Casa del Handball Argentino, Buenos Aires Arbitrage : Godoy, Magalhães |
| 19 janvier 2024 15h30 | 3 joueurs 5 | (6–20)  | Federico Rubbo 6 | La Casa del Handball Argentino, Buenos Aires Arbitrage : Godoy, Magalhães |
| 19 janvier 2024 15h30 | ×1 ×4       | Rapport | ×1 ×2            | La Casa del Handball Argentino, Buenos Aires Arbitrage : Godoy, Magalhães |

| 19 janvier 2024 18h00 | Chili              | 28–34   | Brésil             | La Casa del Handball Argentino, Buenos Aires Arbitrage : Lenci, López |
| 19 janvier 2024 18h00 | Erwin Feuchtmann 7 | (12–15) | Dutra, Hackbarth 8 | La Casa del Handball Argentino, Buenos Aires Arbitrage : Lenci, López |
| 19 janvier 2024 18h00 | ×1                 | Rapport | ×2 ×3 ×1           | La Casa del Handball Argentino, Buenos Aires Arbitrage : Lenci, López |

| 19 janvier 2024 20h30 | Argentine              | 47–16   | Paraguay         | La Casa del Handball Argentino, Buenos Aires Arbitrage : Lemes, Sosa |
| 19 janvier 2024 20h30 | Martínez, I. Pizzaro 7 | (21–8)  | Mendoza, Viana 3 | La Casa del Handball Argentino, Buenos Aires Arbitrage : Lemes, Sosa |
| 19 janvier 2024 20h30 | ×1 ×2                  | Rapport | ×5               | La Casa del Handball Argentino, Buenos Aires Arbitrage : Lemes, Sosa |

| 20 janvier 2024 15h30 | Paraguay       | 35–29   | Costa Rica     | La Casa del Handball Argentino, Buenos Aires Arbitrage : Conberse, Correa |
| 20 janvier 2024 15h30 | Jorge Duarte 8 | (16–13) | Erick Suárez 7 | La Casa del Handball Argentino, Buenos Aires Arbitrage : Conberse, Correa |
| 20 janvier 2024 15h30 | ×2             | Rapport | ×1             | La Casa del Handball Argentino, Buenos Aires Arbitrage : Conberse, Correa |

| 20 janvier 2024 18h00 | Chili          | 35–29   | Uruguay         | La Casa del Handball Argentino, Buenos Aires Arbitrage : Lenci, López |
| 20 janvier 2024 18h00 | Aaron Codina 7 | (16–13) | Martín, Rubbo 5 | La Casa del Handball Argentino, Buenos Aires Arbitrage : Lenci, López |
| 20 janvier 2024 18h00 | ×1             | Rapport | ×1              | La Casa del Handball Argentino, Buenos Aires Arbitrage : Lenci, López |

| 20 janvier 2024 20h30 | Brésil              | 28–26   | Argentine            | La Casa del Handball Argentino, Buenos Aires Arbitrage : Lemes, Sosa |
| 20 janvier 2024 20h30 | Carvalho, Langaro 6 | (13–14) | Santiago Baronetto 6 | La Casa del Handball Argentino, Buenos Aires Arbitrage : Lemes, Sosa |
| 20 janvier 2024 20h30 | ×2 ×9 ×1            | Rapport | ×2 ×5                | La Casa del Handball Argentino, Buenos Aires Arbitrage : Lemes, Sosa |

## Statistiques et récompenses

### Meilleurs buteurs
| Rang | Joueur            | Nationalité | Buts |
| ---- | ----------------- | ----------- | ---- |
| 1    | Rudolph Hackbarth | Brésil      | 38   |
| 2    | ?                 | inconnu     | ?    |
| 3    | ?                 | inconnu     | ?    |

### Équipe-type
L'équipe-type de la compétition est :
| Poste          | Joueur | Nationalité |
| -------------- | ------ | ----------- |
| Gardien de but | ?      | inconnu     |
| Ailier droit   | ?      | inconnu     |
| Arrière droit  | ?      | inconnu     |
| Demi-centre    | ?      | inconnu     |
| Arrière gauche | ?      | inconnu     |
| Ailier gauche  | ?      | inconnu     |
| Pivot          | ?      | inconnu     |

## Effectifs des équipes sur le podium
Les effectifs des équipes sur le podium sont[réf. nécessaire] :

### Champion:Brésil
L'effectif de l'équipe de Brésil est :
- Acácio Moreira
- Guilherme Borges
- Guilherme Torriani
- Gustavo Rodrigues
- Haniel Langaro
- Bryan Monte
- Joel Fellipe Santos
- Leonardo Abrahão
- Leonardo Dutra
- Matheus Cristian Martins
- Mikael Lopes
- Phillip Oliveira
- Rangel Luan da Rosa
- Rodrigo Benites
- Rudolph Hackbarth
- Thiagus Petrus
- Vinicius Carvalho
- Vinicius Teixeira
- Washington Luiz

Sélectionneur
- Marcus Oliveira

### Vice-champion:Argentine
L'effectif de l'équipe d'Argentine est :
- Andrés Moyano
- Diego Simonet
- Federico Gastón Fernández
- Federico Pizarro
- Gastón Mouriño
- Ignacio Pizarro
- James Parker
- Juan Bar
- Leonel Maciel
- Lucas Moscariello
- Mariano Cánepa
- Nicolás Bonanno
- Nicolás Bono
- Pablo Simonet
- Pablo Vainstein
- Pedro Martínez Camí
- Ramiro Martinez
- Santiago Baronetto

Sélectionneur
- Guillermo Milano

### Troisième place:Chili
L'effectif de la équipe du Chili est :
- Aaron Codina
- Arian Delgado
- Benjamín Calleja
- Benjamín Illesca
- Daniel Ayala
- Danilo Salgado
- Diego Arancibia
- Erwin Feuchtmann
- Esteban Menanteau
- Esteban Joaquín Salinas
- Felipe García
- Joshua Mesías
- Luciano Scaramelli
- Matías Paya
- René Oliva
- Rodrigo Salinas Muñoz
- Sebastián Pavez
- Víctor Donoso

Sélectionneur
- Aitor Etxaburu